# Varză à la Cluj
Varza à la Cluj sau varza de Cluj (în maghiară Kolozsvári káposzta) este un fel principal de mâncare preparat cu varză, carne tocată și orez. Rețeta datează cel puțin din secolul al XVII-lea și este specifică Clujului. Varza à la Cluj mai este numită și varză în straturi sau sarmale împrăștiate.

## Origine
Originară din Cluj, rețeta a fost tipărită, pentru prima dată, într-o carte de bucate în anul 1695. Cartea de bucate a fost scrisă de Sofia Tofeus (în maghiară Zsofia Dobos), fiica cea mică a episcopului reformat al Transilvaniei, publicată inițial în limba maghiară, republicată în cel puțin 19 ediții până în secolul al XX-lea și tradusă în limba română sub numele de Cărticica meseriei de bucătar în secolul al XXI-lea.

## Mod de preparare
Ingredientele de bază ale rețetei moderne sunt varza, dulce sau acră, carnea tocată de porc și orezul. Rețeta originală nu solicita în mod explicit folosirea cărnii de porc, ci menționa că poate fi folosită orice carne este la îndemână, vită, pui, porc sau găscă, asezonată cu sare și piper și combinată cu ghimbir tocat. În varianta modernă, ghimbirul a fost înlocuit cu o altă plantă aromatică, ceapa, și a fost introdus un nou ingredient, sucul de roșii. Și varianta originală și cea modernă indică folosirea condimentelor specifice bucătăriei transilvănene: boia, cimbru și chimen.

## Servire
Varza à la Cluj poate fi servită simplă, dar adesea se mănâncă alături de mămăligă, ardei iute și acoperită cu smântână.